# Lorenzo Davids
Lorenzo Davids (* 4. září 1986, Paramaribo) je nizozemský fotbalový záložník a bývalý mládežnický reprezentant surinamského původu, který hraje v dánském klubu Randers FC.
Mimo Nizozemska hrál v Německu, Anglii a Dánsku.

## Osobní život
Narodil se v Paramaribu, hlavním městě Surinamu. S rodinou se přestěhoval do nizozemského Rotterdamu, když mu byly 4 roky.
Jeho starším bratrancem (a fotbalovým vzorem) je fotbalista a nizozemský reprezentant Edgar Davids.

## Klubová kariéra
Z Rotterdamu se s rodinou přestěhoval do Amsterdamu, kde v dětství hrával fotbal v okolí stadionu De Meer (starý stadion Ajaxu Amsterdam). Jeho kamarádi byli např. Hedwiges Maduro, Ryan Babel a Urby Emanuelson, všichni tito chlapci později hráli v A-týmu Ajaxu. Lorenzo pak vyrůstal v menších klubech, než se začlenil do mládežnických struktur klubu FC Utrecht. V Utrechtu jej zaregistrovali skauti Feyenoordu.

S profesionálním fotbalem začínal v rotterdamském Feyenoordu. V lednu 2007 přestoupil do NEC Nijmegen.

## Reprezentační kariéra
Davids byl členem nizozemského reprezentačního výběru do 21 let (Jong Oranje).